# Provincie Vicenza
Vicenza (Provincia di Vicenza) je italská provincie v oblasti Benátsko. Sousedí na severu a západě s provincií Trento, na východě s provinciemi Belluno, Treviso a Padova a na západě s provincií Verona.
Na území provincie se nachází mnohá průmyslová centra, např.: Vicenza (zlatnictví), Schio (zpracování bavlny a vlny), Bassano del Grappa (lihovarnictví) a další.